# Albas (Aude)
Albas (okzitanisch Albàs) ist eine französische Gemeinde im Département Aude in der Region Okzitanien. Sie gehört zum Arrondissement Narbonne, zum Kanton Les Corbières und ist Mitglied des Gemeindeverbandes Communauté de communes Région Lézignanaise, Corbières et Minervois.
Die 78 Einwohner (Stand 1. Januar 2022) zählende Gemeinde Albas liegt in der geographischen Region Corbières. Die Einwohner der Gemeinde werden  Albassiens genannt.
Ein Teil der landwirtschaftlichen Flächen dient dem Weinbau. Die Weinberge liegen innerhalb der geschützten Herkunftsbezeichnung Corbières.
Das Gemeindegebiet von Albas ist Teil des Regionalen Naturparks Corbières-Fenouillèdes.

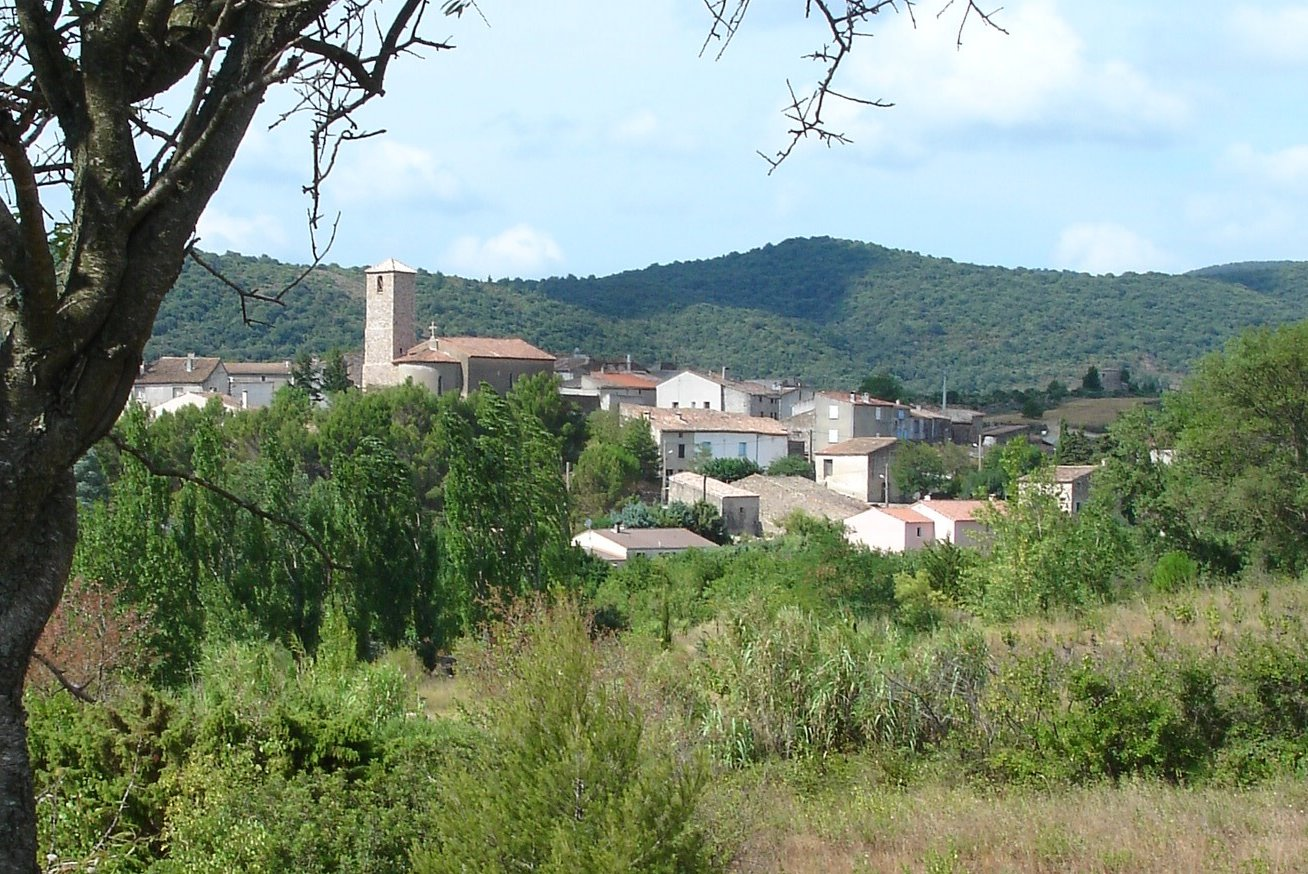
Blick auf Albas
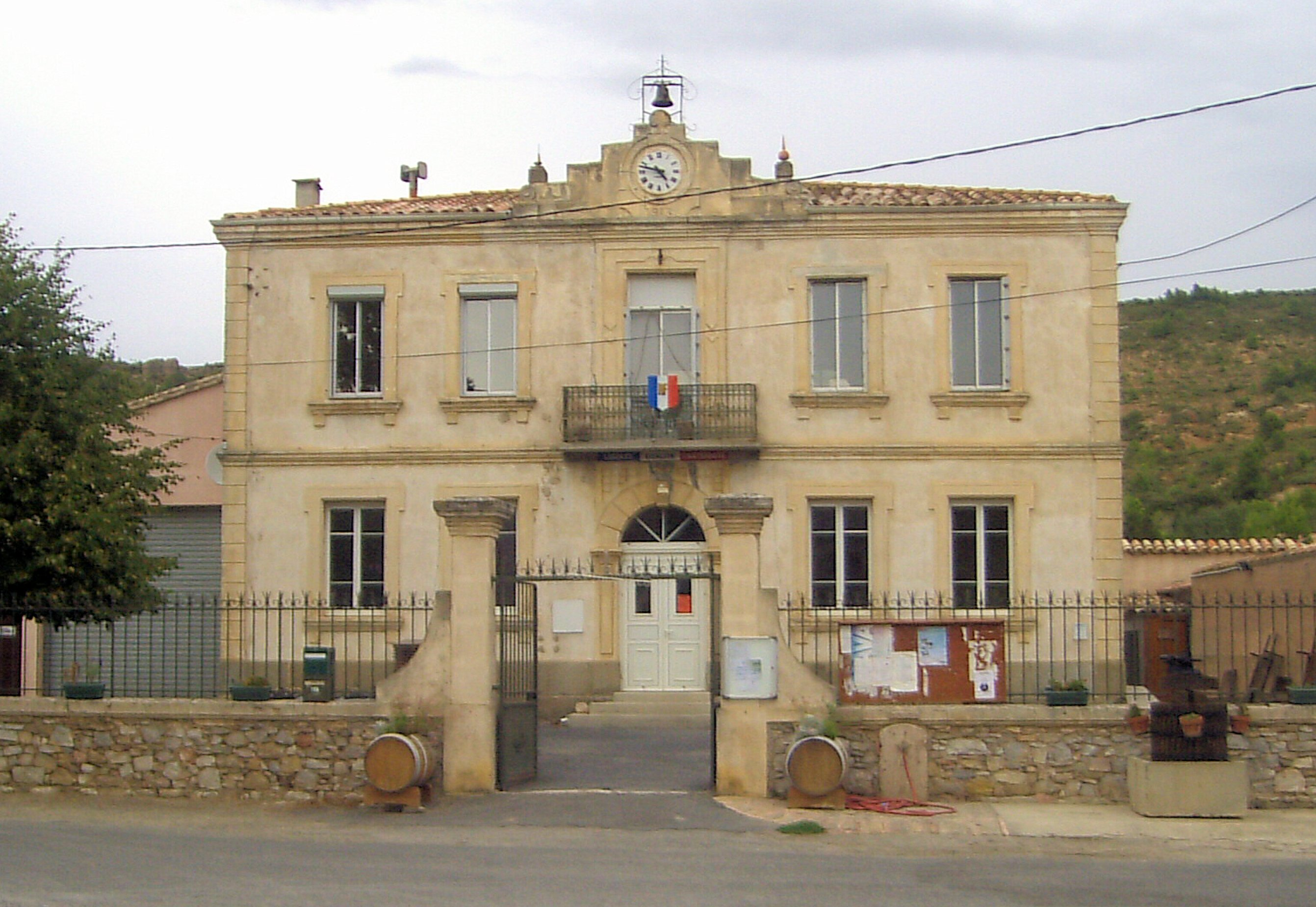
Rathaus

## Bevölkerungsentwicklung
| Jahr      | 1962 | 1968 | 1975 | 1982 | 1990 | 1999 | 2007 | 2016 |
| --------- | ---- | ---- | ---- | ---- | ---- | ---- | ---- | ---- |
| Einwohner | 56   | 72   | 59   | 72   | 70   | 59   | 78   | 76   |